# Iglesia de la Virgen de la Carrasca
La iglesia de la Virgen de la Carrasca es un templo católico situado en la localidad aragonesa de Bordón (España). En 2002 fue declarado Bien Catalogado. Se trata de una edificación de estilo gótico y barroco, de los siglos XIV, XVII y XVIII.

## Descripción
Localizada en la parte baja de la ladera donde se asienta el núcleo de población, presenta fábrica de mampostería y cantería de traza original gótica, si bien en los siglos XVII y XVIII se realizaron modificaciones y ampliaciones que transformaron especialmente sus volúmenes externos.
El templo consta de una nave dividida en seis tramos por medio de arcos fajones en arco apuntado, cabecera plana y torre a los pies de la nave. Se cubre con bóveda de cañón apuntado, construida en el siglo XVIII en sustitución de la original, probablemente de madera. En la nave se abrieron capillas laterales que se cubren con cupulines con linterna, salvo la capilla situada en el tercer tramo del lado de la epístola, de estilo gótico, que va cubierta con bóveda de crucería de nervios y capiteles historiados. Todo el interior presenta una profusa decoración pictórica fechada en 1719.
En el exterior, la fachada sur conserva una cornisa de canecillos, en forma de bocel, pertenecientes a la fábrica gótica que queda encajada en el muro de la ampliación barroca.
La portada se abre en el muro de la epístola, a la altura del quinto tramo de la nave, en arco apuntado y decorada con un apostolado de estilo esquemático. Está protegida por un pequeño pórtico.
Aparece descrita en el cuarto volumen del Diccionario geográfico-estadístico-histórico de España y sus posesiones de Ultramar de Pascual Madoz, en la entrada correspondiente a Bordón, con las siguientes palabras:

una igl. parr. fundada por los religiosos templarios en 1212, es de órden gótico y de admirable estructura, especialmente el presbiterio y el coro; consta de una nave de 123 palmos de largo, 40 de ancho y de 67 de alto; es su titular la Virgen Madre de Dios, bajo la advocacion de Ntra. Sra. de la Carrasca, cuya imágen ocupa el centro del altar mayor, es mirada con mucha veneracion por los hab. del pueblo y aun de otros muchas leg. dist., porque piadosamente se cree fué aparecida á un pastorcillo, en el sitio que actualmente se halla el conv., en el hueco de una carrasca de la cual todavia se conservan restos en la sacristia, estimados como muy particular reliquia. Otra imagen no menos milagrosa se venera en esta parr. en un altar particular, y es Ntra. Sra. de la Araña, por ser esta uno de los símbolos que la adornan, adquirida tambien, segun tradicion de los piadosos hab., de un modo no tan portentoso, pero sí mas natural que la primera. La torre es de piedra labrada á pico de albañil; en ella hay un buen reloj. La igl. de Bordon está bendita pero no consagrada. El capítulo ecl. se componia antes de mayor número de individuos; en el dia consta solo del cura párroco, y un capellan que preside la cofradia de Ntra. Sra. de la Carrasca tan antigua como la igl.: el curato es perpetuo y lo proveen la corona ó el ordinario, segun el mes en que ocurre la vacante. Junto al templo se halla el cementerio metido entre el caserio, y por lo tanto poco ventilado y perjudicial á la salud. [...] Rodrigo Mendez Silva, en su pobl. general de España, trae la fundacion de este pueblo en el año 1306, añadiendo que el sitio que ocupa era un espeso bosque de encinas, en una de las cuales apareció la Sma. Virgen á cierto pastor, de lo que avisado el prior de Castillot, poco distante, hallando la imágen levantó una ermita para colocarla, y que resplandeciendo milagrosa, vino á ser visitada de mucha gente, y fué necesario ensanchar el templo y se pobló el contorno.
(Madoz, 1846, pp. 404-405)